# Терновская волость (Херсонский уезд)
Терновская волость — административно-территориальная единица Херсонского уезда Херсонской губернии.
По состоянию на 1886 состояла из единственного поселения, единственного сельского общества. Население 2524 человека (1309 мужского пола и 1215 женского), 351 дворовое хозяйство.
|                       | Площадь, десятин | В том числе пахотной, дес. |
| --------------------- | ---------------- | -------------------------- |
| Сельских общин        | 9469             | 4861                       |
| Частной собственности | -                | -                          |
| Другой собственности  | 155              | 120                        |
| Всего                 | 9624             | 4981                       |

Поселение волости:
- Терновка (Болгарка)[2] — колония болгар при Ингульской пойме, 2524 человека, 351 двор, церковь православная, 3 лавки.